# Distretto di Lyantonde
Il distretto di Lyantonde è un distretto dell'Uganda, situato nella Regione centrale.